# Mazur D 350
Si tratta di un trattore d'artiglieria polacco dei primi anni '50,con una cabina totalmente chiusa per i serventi, e un motore di buona potenza. Tuttavia, negli anni '80 esso pareva già sostituito nelle linee di produzione dal sovietico ATS-59.